# میدکس ایرلاینز
میدکس ایرلاینز (به انگلیسی: Midex Airlines) یک شرکت هواپیمایی با کد یاتا MG است که در تاریخ ۲۰۰۷ میلادی تأسیس شده است.
دفتر مرکزی میدکس ایرلاینز در ابوظبی، امارات متحده عربی واقع شده‌است و قطب این شرکت هواپیمایی در فرودگاه بین‌المللی شارجه قرار دارد و به ۱۷ مقصد، پرواز مستقیم انجام می‌دهد.